# Jezioro Czarne Górne (powiat kwidzyński)
Jezioro Czarne Górne – jezioro w województwie pomorskim, w pow. kwidzyńskim, w gminie Gardeja, leżące na terenie Pojezierza Łasińskiego.
Przy południowym krańcu jeziora przebiega trasa drogi wojewódzkiej nr 523. Jezioro charakteryzuje się dobrze rozwiniętą linią brzegową z prawie całkowitym brakiem zalesienia.

## Dane morfometryczne
Powierzchnia zwierciadła wody według różnych źródeł wynosi od 49,4 ha przez 65,0 ha do 76,3 ha.
Zwierciadło wody położone jest na wysokości 86,9 m n.p.m. Średnia głębokość jeziora wynosi 3,1 m, natomiast głębokość maksymalna 8,0 m.
W oparciu o badania przeprowadzone w 1996 roku wody jeziora zaliczono do III klasy czystości.

## Hydronimia
Według urzędowego spisu opracowanego przez Komisję Nazw Miejscowości i Obiektów Fizjograficznych (KNMiOF) nazwa tego jeziora to Jezioro Czarne Górne. W różnych publikacjach i na mapach topograficznych jezioro to występuje pod nazwą Czarne.